# Нортгемптон (округ, Пенсільванія)
Шаблон:StateAbbr_ 40°45′ пн. ш. 75°19′ зх. д. / 40.75° пн. ш. 75.31° зх. д.
Округ Нортгемптон (англ. Northampton County) — округ (графство) у штаті Пенсільванія, США. Ідентифікатор округу 42095.

## Історія
Округ утворений 1752 року.

## Демографія
За даними перепису
2000 року
загальне населення округу становило 267066 осіб, зокрема міського населення було 226155, а сільського — 40911.
Серед мешканців округу чоловіків було 129961, а жінок — 137105. В окрузі було 101541 домогосподарство, 71074 родин, які мешкали в 106710 будинках.
Середній розмір родини становив 3,02.
Віковий розподіл населення поданий у таблиці:
| Стать    | До 15 років | 15-21 | 22-29 | 30-39 | 40-49 | 50-65 | 65-85 | Понад 85 |
| -------- | ----------- | ----- | ----- | ----- | ----- | ----- | ----- | -------- |
| Чоловіки | 26424       | 14053 | 11541 | 19192 | 20966 | 20787 | 15466 | 1532     |
| Жінки    | 25007       | 13215 | 11035 | 19610 | 21584 | 21622 | 21334 | 3698     |

## Суміжні округи
- Монро — північ
- Воррен, Нью-Джерсі — схід
- Бакс — південь
- Лігай — захід
- Карбон — північний захід

## Виноски
1. ↑  U.S. Decennial Census. United States Census Bureau. Архів оригіналу за 26 квітня 2015. Процитовано 9 березня 2015.
2. ↑  Historical Census Browser. University of Virginia Library. Архів оригіналу за 11 серпня 2012. Процитовано 9 березня 2015.
3. ↑  Forstall, Richard L., ред. (24 березня 1995). Population of Counties by Decennial Census: 1900 to 1990. United States Census Bureau. Архів оригіналу за 20 березня 2015. Процитовано 9 березня 2015.
4. ↑  Census 2000 PHC-T-4. Ranking Tables for Counties: 1990 and 2000 (PDF). United States Census Bureau. 2 квітня 2001. Архів (PDF) оригіналу за 18 грудня 2014. Процитовано 9 березня 2015.
5. ↑  State & County QuickFacts. United States Census Bureau. Архів оригіналу за 6 червня 2011. Процитовано 20 листопада 2013.(англ.) Наведено за англійською вікіпедією.
6. ↑  American FactFinder. Бюро перепису населення США. Архів оригіналу за 26 лютого 2012. Процитовано 31 січня 2008.

| США | Це незавершена стаття з географії США. Ви можете допомогти проєкту, виправивши або дописавши її. |